# Communauté d'agglomération périgourdine
Pour les articles homonymes, voir CAP.
La communauté d'agglomération périgourdine (CAP) est une ancienne communauté d'agglomération française située dans le département de la Dordogne, en région Aquitaine.

## Historique
Créée le 20 décembre 1999 à partir de sept communes sur les neuf qui composaient le district de l'agglomération périgourdine (Champcevinel, Chancelade, Coulounieix-Chamiers, Marsac-sur-l'Isle, Notre-Dame-de-Sanilhac, Périgueux et Trélissac), la communauté d'agglomération périgourdine prend effet le 1er janvier 2000.
Elle s'ouvre le 27 décembre 2002 à six autres communes (Antonne-et-Trigonant, Château-l'Évêque, Coursac, Escoire, La Chapelle-Gonaguet et Razac-sur-l'Isle).
Par arrêté préfectoral no 111720 du 28 décembre 2011, les communes d'Agonac, Cornille et Sarliac-sur-l'Isle qui étaient rattachées à la communauté de communes des Villages truffiers des portes de Périgueux dissoute le 31 décembre 2011, rejoignent la communauté d'agglomération périgourdine au 1er janvier 2012.
Au 1er janvier 2013, les communes d'Annesse-et-Beaulieu et de Mensignac quittent la communauté de communes Astérienne Isle et Vern pour rejoindre la communauté d'agglomération périgourdine.
Le 31 décembre 2013, la CAP est dissoute et au 1er janvier 2014, l'intégralité des quinze communes composant la communauté de communes Isle Manoire en Périgord et celles de la CAP  rejoignent Le Grand Périgueux, nouvelle communauté d'agglomération élargie. Le projet de fusion a été acté par l'arrêté no 121329 du 6 décembre 2012.

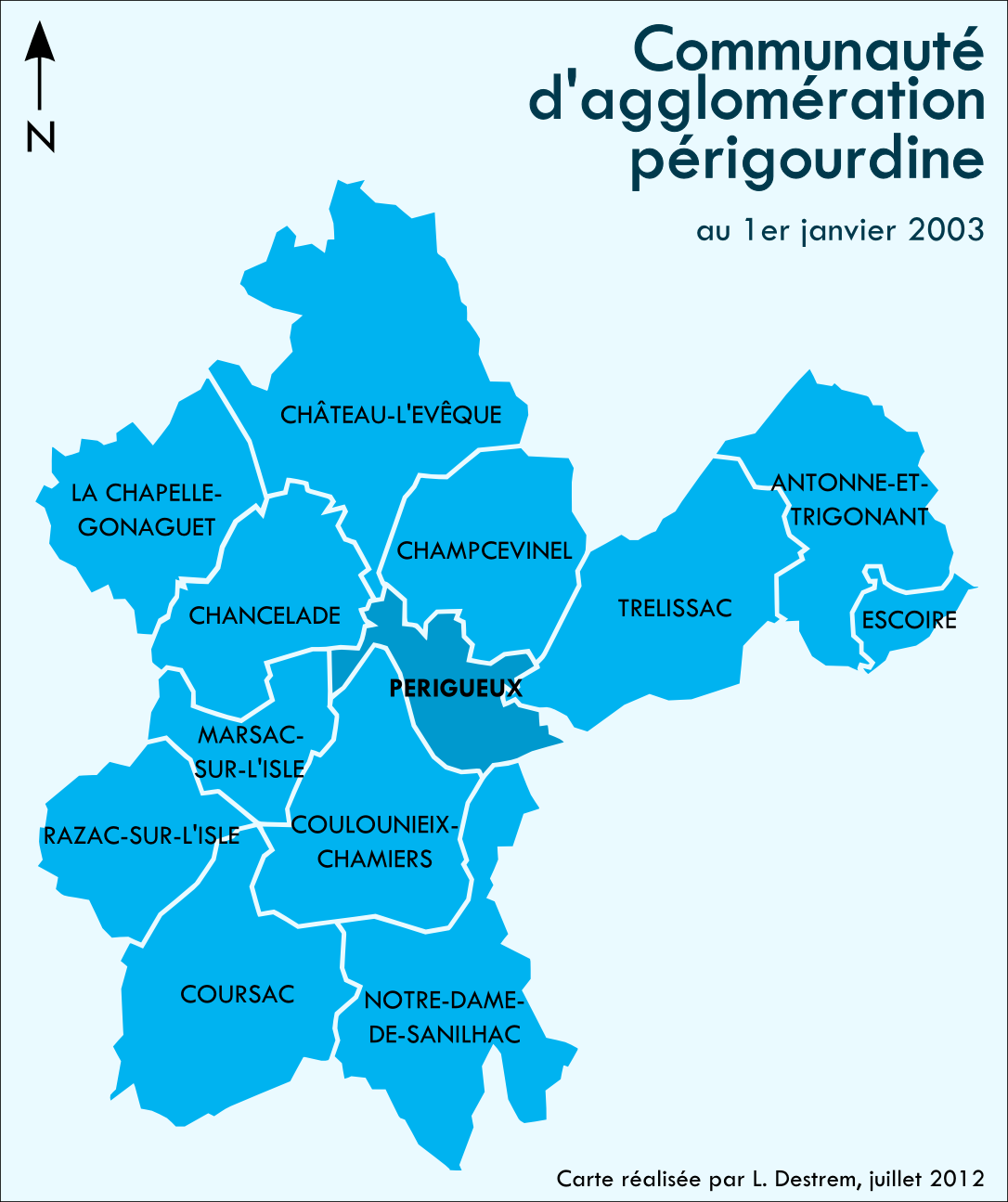
Carte des communes de la CAP de 2003 à 2011.
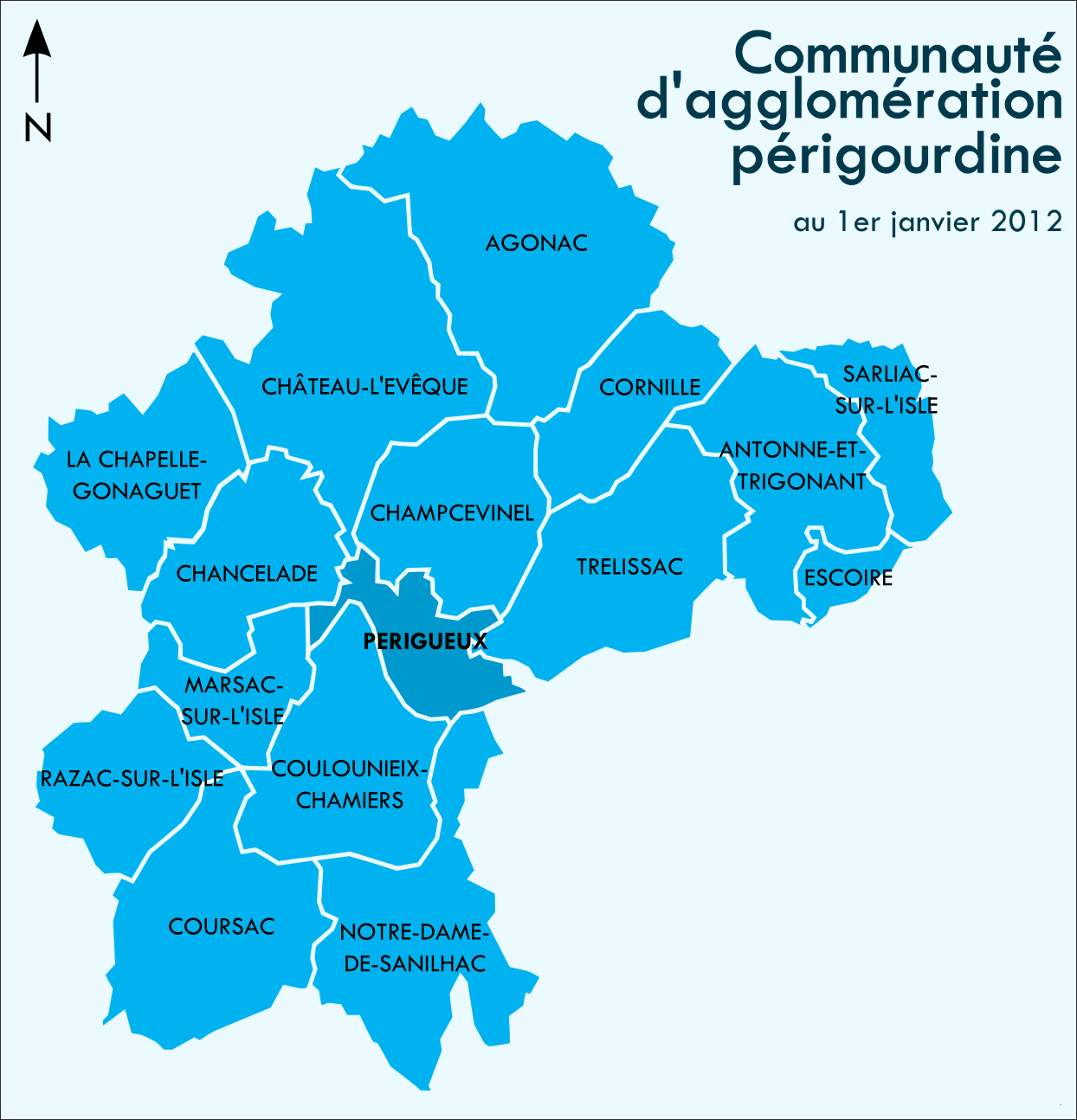
Carte des communes de la CAP en 2012.

## Composition
En 2013, la communauté d'agglomération périgourdine se composait des dix-huit communes suivantes :
1. Agonac
2. Annesse-et-Beaulieu
3. Antonne-et-Trigonant
4. Champcevinel
5. Chancelade
6. La Chapelle-Gonaguet
7. Château-l'Évêque
8. Cornille
9. Coulounieix-Chamiers
10. Coursac
11. Escoire
12. Marsac-sur-l'Isle
13. Mensignac
14. Notre-Dame-de-Sanilhac
15. Périgueux
16. Razac-sur-l'Isle
17. Sarliac-sur-l'Isle
18. Trélissac

## Démographie
Au 1er janvier 2013, pour sa dernière année d'existence, la communauté d'agglomération périgourdine avait une population municipale de 74 011 habitants.

## Politique et administration
| Période      | Période       | Identité           | Étiquette | Qualité                                                                            |
| ------------ | ------------- | ------------------ | --------- | ---------------------------------------------------------------------------------- |
| janvier 2000 | juillet 2001  | Xavier Darcos      | RPR       | Maire de Périgueux (1997-2002) Sénateur (1998-2002)                                |
| juillet 2001 | décembre 2013 | Claude Bérit-Débat | PS        | Maire de Chancelade (1992-2009) Maire adjoint (depuis 2009) Sénateur (depuis 2008) |

## Budget

### Dépenses
En 2013, pour la dernière année d'existence de la CAP, le budget s'élève à 70,79 millions d'euros de dépenses (dont 22,92 M€ pour l'investissement) répartis entre :
- la solidarité avec les communes, 11,48 M€
- la gestion des déchets et l'encouragement du tri sélectif, 9,61 M€
- le développement et le fonctionnement des transports en commun, 8,47 M€
- la construction de la piscine de Périgueux, 6,60 M€
- la petite enfance, 6,31 M€
- le développement économique, 6,31 M€
- le fonctionnement, 4,40 M€
- le remboursement de la dette, 2,93 M€
- l'assainissement, 2,92 M€
- le prolongement de la voie verte des berges de l'Isle, 2,55 M€
- le renouvellement des véhicules de transport en commun et les études pour la création de voies de bus, 1,95 M€
- les équipements de loisirs aquatiques, 1,81 M€
- le prélèvement pour le fonds national de garantie de ressources (à la suite de la réforme de la TP), 1,65 M€
- les micro-crèches, 0,98 M€
- le carrefour Marival à Marsac-sur-l'Isle, 0,80 M€
- l'accueil des gens du voyage, 0,71 M€
- l'habitat et la politique de la ville, 0,53 M€
- l'entretien des berges de la voie verte, 0,50 M€
- le schéma de cohérence territoriale, l'Agenda 21, 0,28M€

### Recettes
Les recettes s'établissent à 71,61 M€ dont l'origine se répartit entre :
- la dotation de l'État et le remboursement de la TVA, 9,94 M€
- les impôts économiques, 9,67 M€
- les recettes d'exploitation (transport, assainissement, piscine, ventes de terrains économiques, gens du voyage, crèches), 8,36 M€
- les résultats antérieurs, 8,34 M€
- les taxes en provenance des ménages (taxe d'habitation et foncier non bâti), 8,11 M€
- les subventions de la région, du département, de la CAF et d'autres partenaires, 7,60 M€
- la taxe d'enlèvement des déchets ménagers, 7,45 M€
- le versement transport (payé par les entreprises), 6,12 M€
- l'emprunt, 6,02 M€

## Compétences
- Aménagement de l'espace
  - Schéma directeur et schéma de secteur.
  - Études, création, réalisation de zones d'aménagement.
  - Organisation des transports urbains.
- Développement économique
  - Création, aménagement, entretien et gestion de zones d'activité industrielles, commerciales, tertiaires, artisanales, touristiques, portuaires ou aéroportuaires.
  - Étude et réalisation d'actions de développement économique.
- Politique de l'habitat
  - Études et mise en œuvre du programme local de l'habitat (PLH).
  - Politique du logement, notamment du logement social.
  - Action en faveur du logement des personnes défavorisées et amélioration du parc immobilier bâti.
- Politique de la ville
  - Dispositifs contractuels de développement urbain, de développement local et d'insertion économique et sociale.
  - Dispositifs locaux de prévention de la délinquance
- Voirie et stationnement
- Protection de l'environnement
  - Protection et mise en valeur de l'environnement et du cadre de vie.
  - Lutte contre la pollution de l'air.
  - Lutte contre les nuisances sonores.
  - Élimination et valorisation des déchets des ménages et des déchets assimilés.
- Équipements culturels et sportifs
- Assainissement
- Accueil des gens du voyage
- Aménagement des berges de l'Isle

### Sources
- Le SPLAF (Site sur la Population et les Limites Administratives de la France)
- CA Périgourdine, base BANATIC de la Dordogne